# Antarctic-Sund
Der Antarctic-Sund (englisch Antarctic Sound, in Argentinien Estrecho Antarctic, in Chile Paso Antarctic) ist ein Gewässer, das etwa 48 Kilometer lang und zwischen 11 und 19 Kilometern breit ist. Es trennt die Gruppe der Joinville-Inseln vom nordöstlichen Ende der Antarktischen Halbinsel.
Der Sund wurde von der Schwedischen Antarktisexpedition unter Otto Nordenskjöld nach dem Expeditionsschiff, der Antarctic, benannt, dem ersten Schiff, das ihn durchfuhr.

## Weblinks

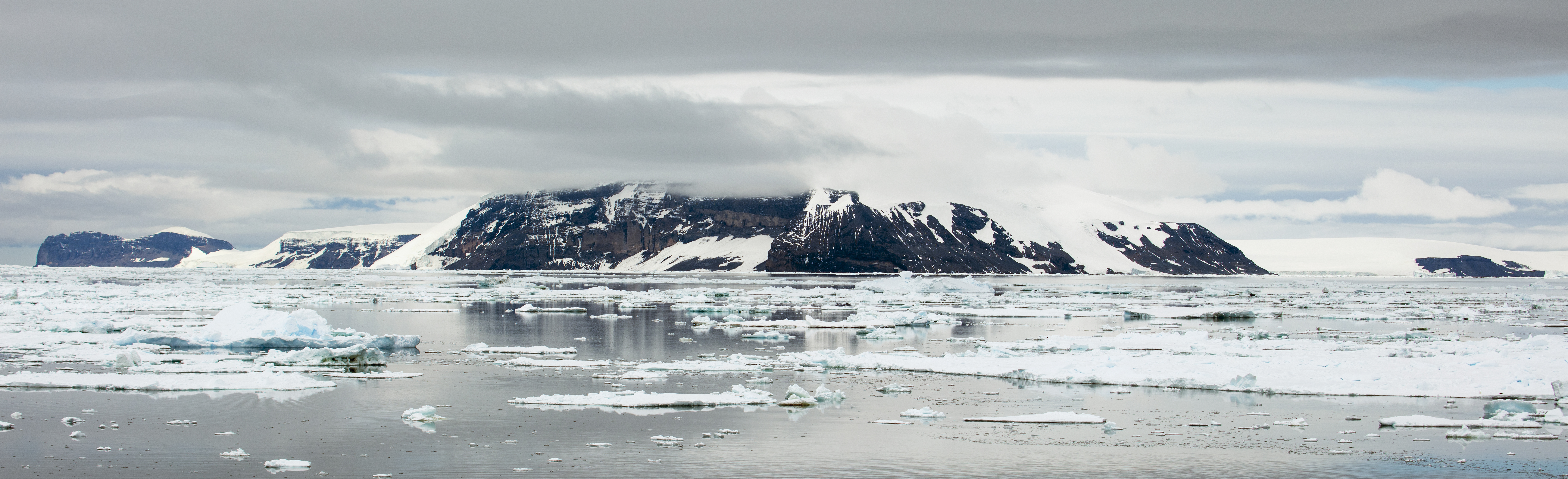
Blick vom Antarctic-Sund auf das Brown Bluff